# TS Volley Düdingen
O Turn- und Sportvereins Volley Düdingen é um clube de voleibol da cidade de Düdingen-Suíça fundando em 1928, e conquistou na temporada 2018-19 o terceiro lugar do Campeonato Suíço

## Histórico
O Turn- und Sportvereins Düdingen foi fundada em 1928, e ao longo de sua história competia nas categorias de base apenas até o ano de 2008 quando estreou na elite nacional (Liga A).Foi fundada em janeiro de 2014, como associação independente, assume as atividades do departamento da Academia de Ginástica e Esportes Düdingen da temporada 2014-15. Em 2015 ganhou o primeiro troféu de sua história, triunfando na Supercopa da Suíça.
Em 2018-19, a equipe conquistou o terceiro luga da Liga A Suíça, e bicampeonato da Supercopa também na temporada seguinte.

## Títulos

### Nacionais
- Liga A Suíça: 0
- Terceiro lugar:2018-19

- Copa da Suíça: 0
- Vice-campeão:2014-15,2015-16

- Supercopa da Suíça:1
- Campeão:2015

### Competições Internacionais
CEV Champions League: 0
 Copa CEV: 0
 Challenge Cup : 0